# Річард Телбот

Герб баронів Телбот.

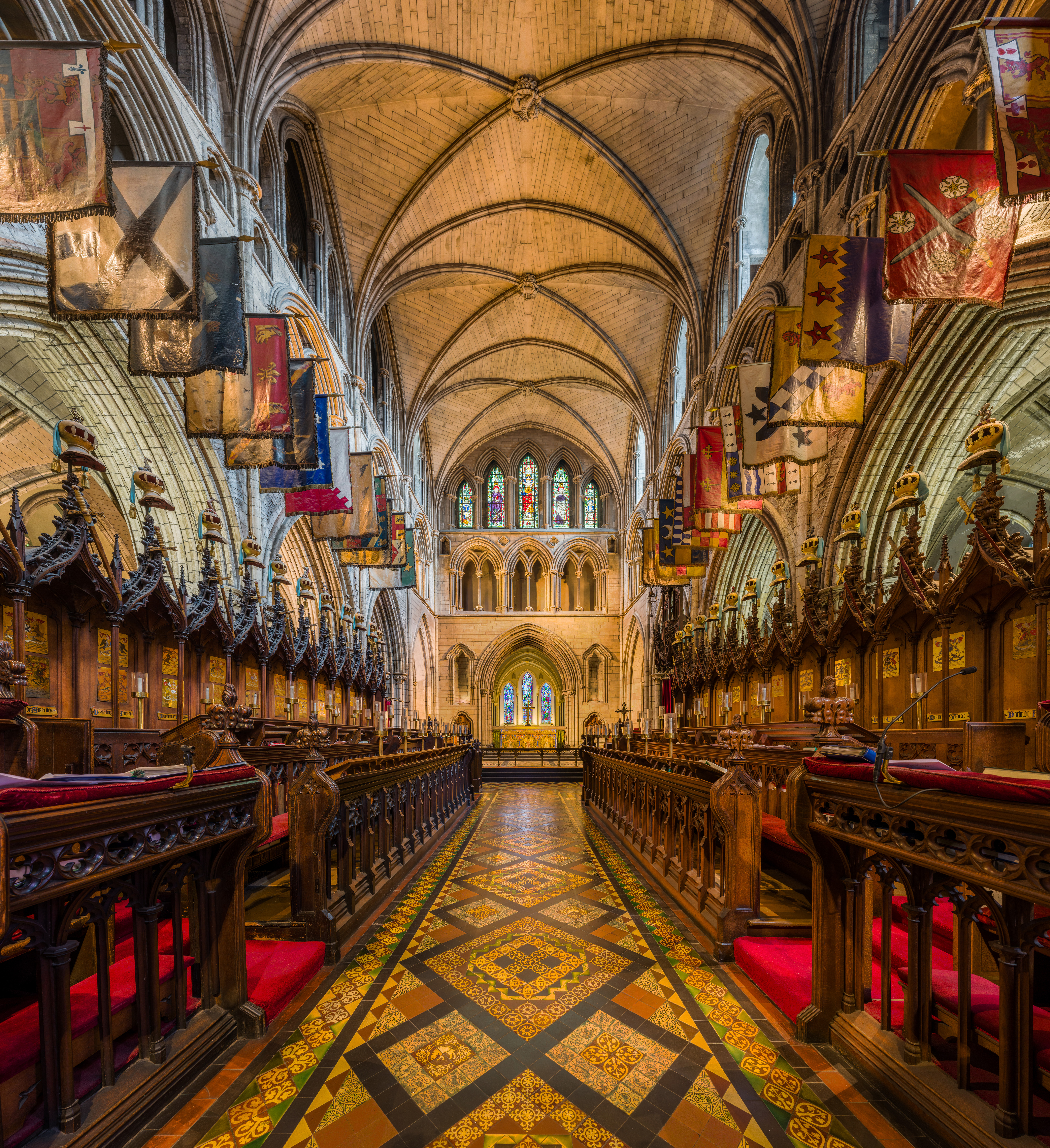
Собор Святого Патріка в Дубліні, інтер'єр.

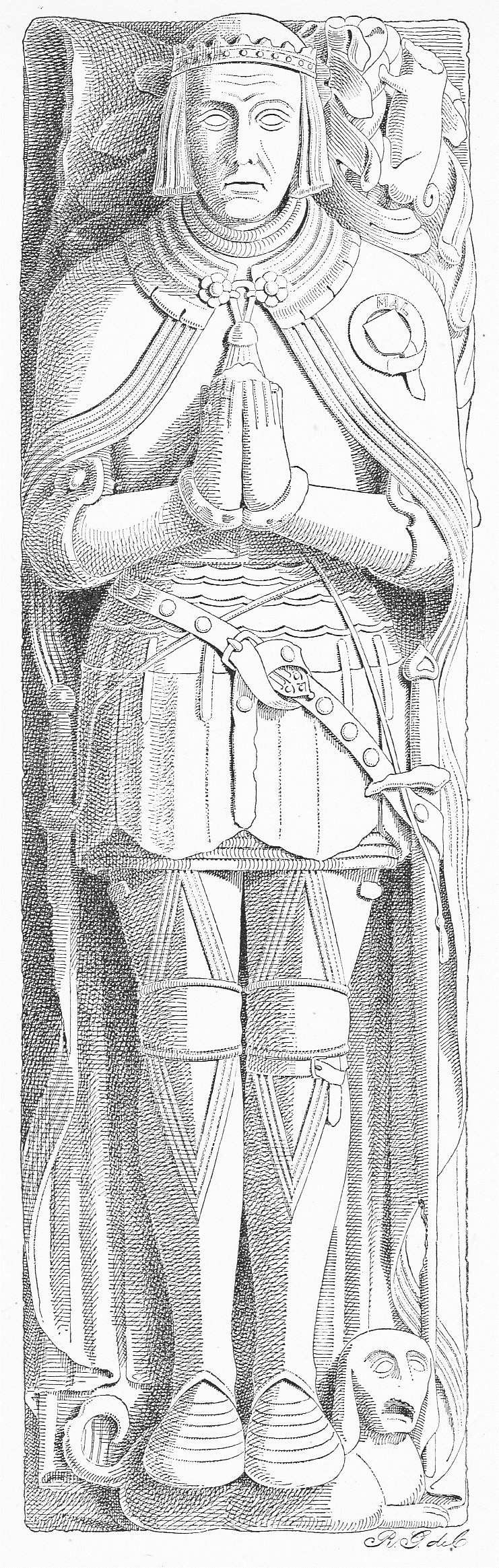
Джон Телбот, І граф Шрусбері, старший брат Річарда Телбота, який був найсильнішим політичним союзником Джона.

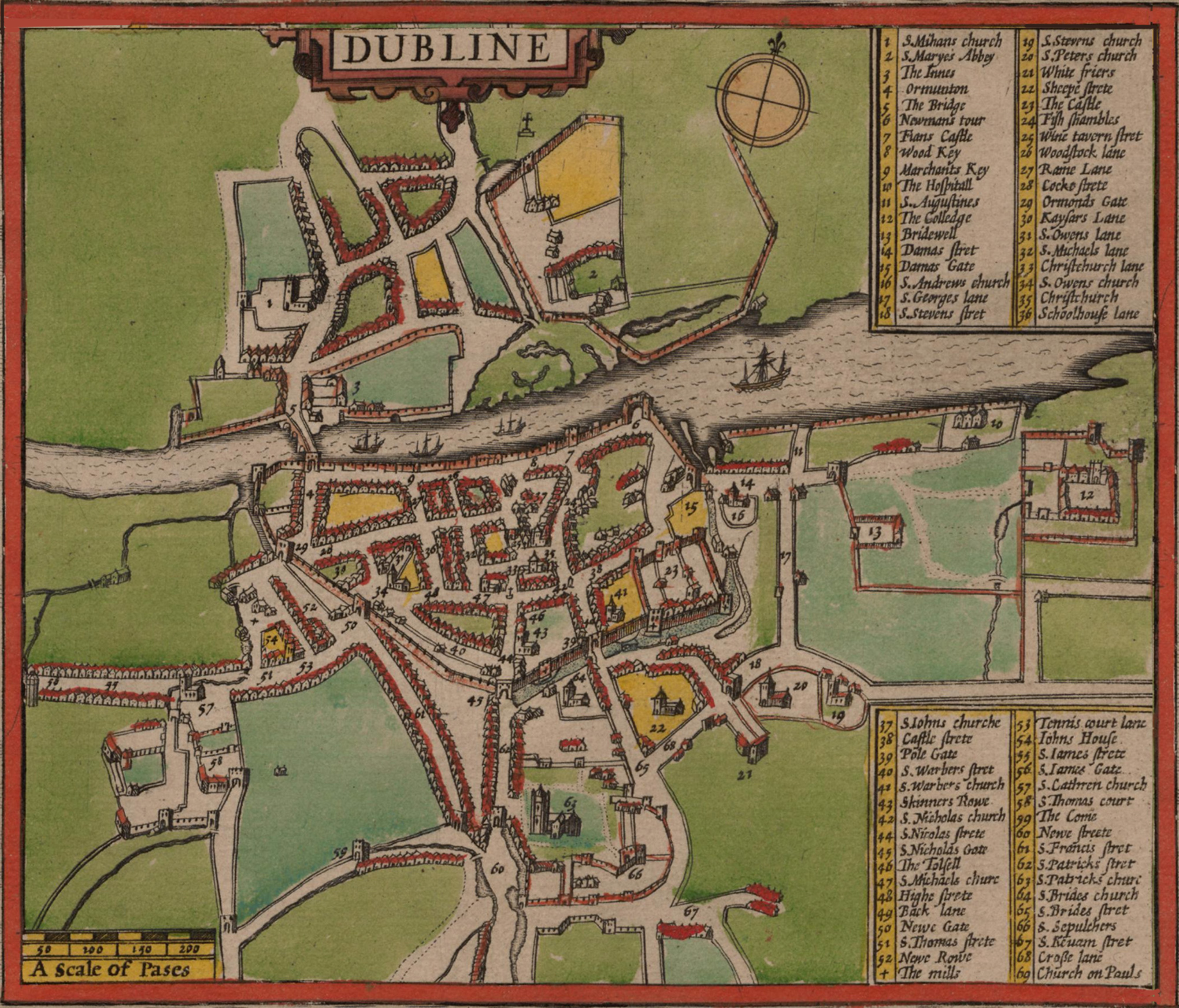
План Дубліна часів пізнього середньовіччя.

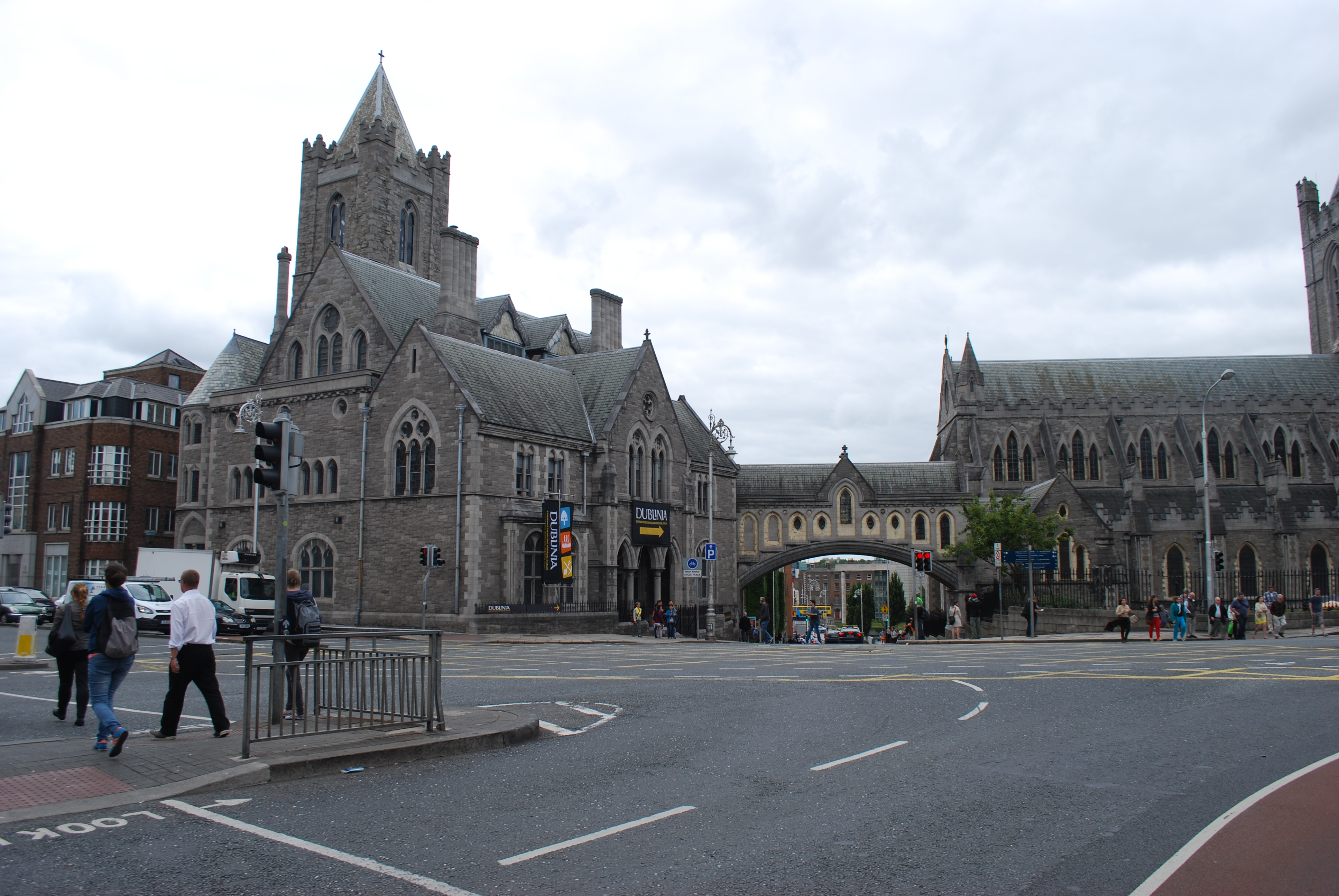
Собор Святого Михаїла в Дубліні.

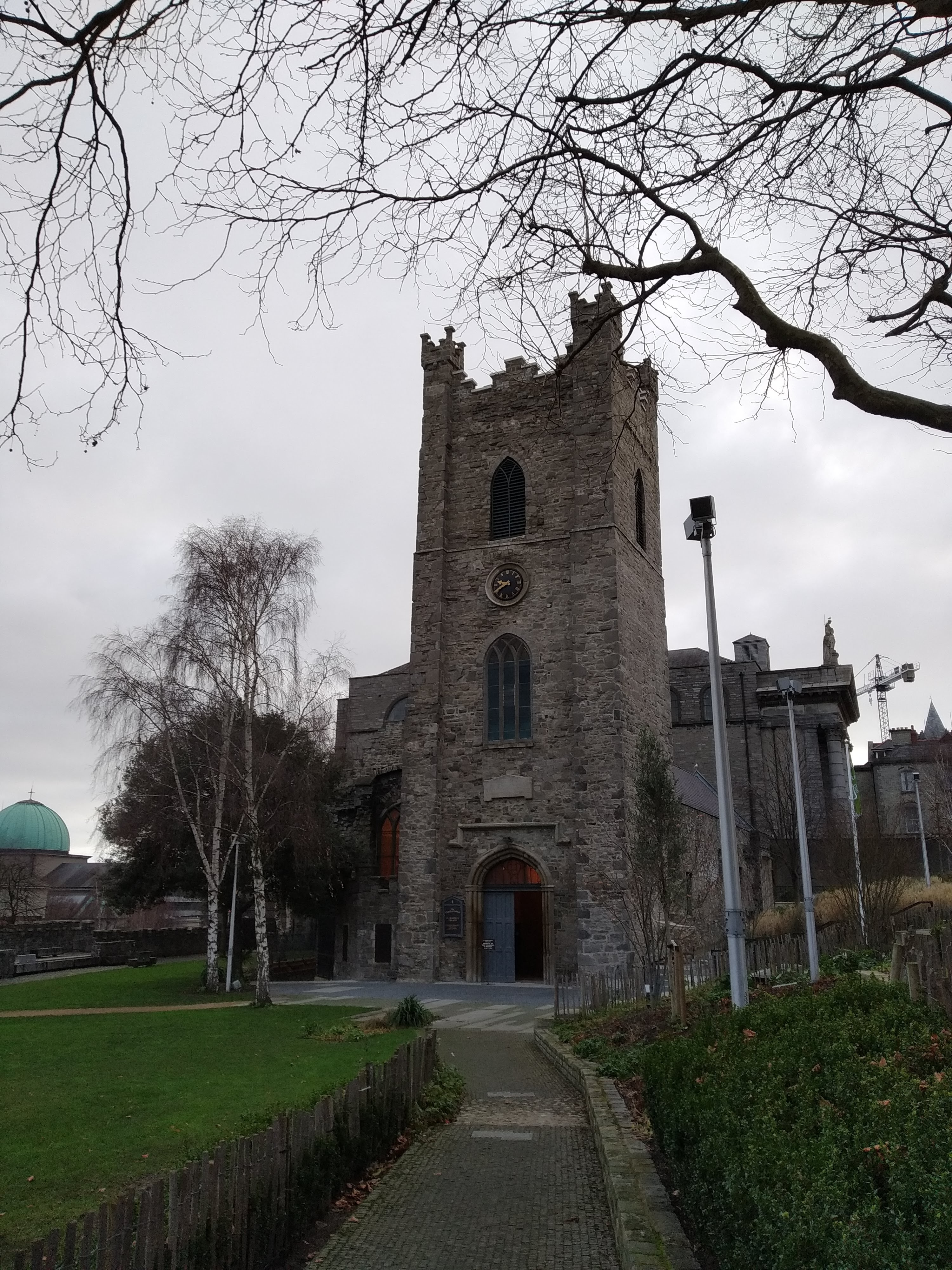
Церква Святого Одеона в Дубліні.

Річард Телбот (англ. Richard Talbot) (бл. 1390 — 15 серпня 1449) — ірландський та англійський державний діяч, аристократ, суддя і священнослужитель в Ірландії XV століття. Він був молодшим братом Джона Телбота, І графа Шрусбері. Обіймав посади архієпископа Дублінського та лорд-канцлера Ірландії. Він був одним з провідних політичних діячів Ірландії понад тридцять років, але його кар'єра була відзначена суперечками та частими конфліктами з іншими державними діячами. Зокрема, сварка братів Телботів із могутнім графом Ормонд стала основною причиною ворожнечі Батлерів й Телботів, яка десятиліттями домінувала в ірландській політиці та серйозно послабила авторитет корони Англії в Ірландії.

## Життєпис

### Ранні роки
Річард Телбот був третім сином Річарда Телбота, IV барона Телбота, та його дружини Анкарет ле Стрендж. Його старшими братами були Гілберт Телбот, V барон Телбот і Джон Телбот, I граф Шрусбері. Він був залучений до церковних справ коли ще був підлітком. У 1415 році він став пребендарієм Герефордського собору та Йоркського собору, а також деканом Чичестера. У 1416 році, коли йому було лише близько двадцяти п'яти років, він був обраний архієпископом Арма, але не зміг отримати папське підтвердження свого обрання. Наступного року він був висвячений на архієпископа Дубліна.

### Архієпископ Дубліна
Річард Телбот був активним архієпископом-реформатором, який заснував нову спілку в соборі Святого Патріка та заснував храми та церкви: Святого Михаїла в Дубліні (яку він перетворив на парафіяльну церкву) і церкву Святого Одуена. Його правління архієпископа було відзначене тривалим конфліктом з Джоном Свейном, що став архієпископом Арма в 1418 році, через два роки після того, як Телбот не зміг отримати підтвердження свого обрання на цей престол. Телбот відновив стару суперечку, заперечуючи примат Арма над Дубліном, і відмовився визнати право Свейна називати себе Примасом Ірландії. Свейн був настільки ж непоступливим: у 1429 році він відмовився бути присутнім на сесії ірландського парламенту в Лейнстері, якщо його верховенство не було визнано.

### Політична кар'єра
Старший брат Річарда — Джон, майбутній І граф Шрусбері, був лорд-лейтенантом Ірландії між 1414 і 1420 роками, а також у 1425 і 1446—1447 роках. Річард діяв як лорд-заступник Ірландії під час лорд-лейтенантства свого брата, а також як юстиціарій Ірландії. У 1423 році він був призначений лорд-канцлером Ірландії та займав цю посаду протягом наступних двадцяти років. Коли його змінив Томас Чейз, канцлер Оксфордського університету, він просто відмовився передати Велику печатку Ірландії, і Чейс був змушений повернутися до Англії, доки Річарда Телбота зрештою не вдалося переконати, з великими труднощами, здати печатку.
Стан англійського правління в Ірландії в цей час був описаний як «хронічний стан безглуздості, дурості та корупції». Річард Телбот принаймні був готовий діяти рішуче: у 1419 році він заарештував Крістофера Престона, ІІ барона Горманстона та інших членів ірландської знаті за підозрою в державній зраді, хоча з цих звинувачень, які, ймовірно, не мали жодного підґрунтя, нічого не вийшло. Він неминуче нажив собі ворогів: у 1426 році його позбавили посади лорда-канцлера, але незабаром відновили на посаді. Серйозніша криза виникла в 1429 році, коли його звинуватили в розпалюванні повстання і викликали до Лондона для відповідальності за свої дії. Очевидно, що Таємна Рада Англії була задоволена його захистом, оскільки він не був позбавлений посади.

### Ворожнеча Батлера і Телбота
Звинувачення проти Річарда Телбота могли бути пов'язані з довготривалою ворожнечею між Телботами та Джеймсом Батлером, IV графом Ормонд. Раніше Шрусбері звинувачували у «жорстокому поводженні» з Ормондом, і його брат посилив сварку, аж до того, що англо-ірландська політика дедалі більше розділялася між фракціями Телбота та Батлера. Кажуть, що ворожнеча дійшла до фактичної ненависті з обох сторін. Розкол призвів Телбота до конфлікту принаймні з одним з ірландських єпископів, Едвардом Дансі, єпископом Міт англійського походження, який, як і багато громадських діячів, намагався зберігати нейтралітет, але врешті став на бік Ормонда. Телбот безуспішно намагався накласти вето на призначення Дансі лорд-заступником Ірландії замість свого брата на посаді лорд-лейтенанта Ірландії Едмунда Мортімера, V графа Марч. Фракція Телбота була домінуючою в 1430-х роках, коли у ворожнечі було короткочасне затишшя, але в 1442 році призначення Ормонда лорд-лейтенантом Ірландії спричинило нову гостроту ворожнечі. Телбота було відправлено до Лондона, щоб попросити іншого англійського лорд-лейтенанта Ірландії замість Ормонда, і він представив надзвичайний документ, який, як він стверджував, був петицією ірландського парламенту проти Ормонда (неясно, чи насправді парламент це дозволив).
Річард Телбот засуджував Ормонда як старого й немічного чоловіка (насправді йому було п'ятдесят, на кілька років молодший за самого Телбота), який нездатний підтримувати порядок в Ірландії. Його звинуватили в тому, що він втратив більшу частину свого майна через власну недбалість; були нечіткі посилання на державну зраду та «злочини, про які єпископ не може говорити». Таємна Рада вважала, що не може ігнорувати звинувачення, і Ормонда викликали до Лондона, щоб відповісти за свої дії. Він захищався з великою енергією, і йому дозволили зберегти свою посаду. Він висунув численні зустрічні звинувачення проти Телбота, включаючи звинувачення у нападі на двох високопоставлених членів уряду, Роберта Дайка, Майстра рукописів Ірландії, і Х'ю Банента (або Бавента), лорда Верховного скарбника Ірландії. Зрештою Таємна Рада Англії дорікнула обидвом сторонам суперечки за послаблення ірландського уряду через «створення розбіжностей і чуток серед людей короля». Докір мав невеликий ефект, і обидва чоловіки залишилися на своїх посадах, їхня ворожнеча не вщухла.
Відносини між Телботами та Батлерами зрештою покращилися, і, щоб відзначити примирення двох сімей, дочка Ормонда Елізабет вийшла заміж за сина та спадкоємця Шрусбері, майбутнього ІІ графа Шрусбері.

### Останні роки
Річарда Телбота було усунено з посади лорд-канцлера Ірландії, хоча він виконував обов'язки юстиціарія Ірландії та лорд-заступника під час останнього терміну перебування свого брата на посаді. Він продемонстрував свій звичайний сильний дух, відмовившись від другого шансу стати архієпископом Арма, коли Свейн нарешті пішов у відставку в 1439 році.
Він помер у Дубліні 15 серпня 1449 року у віці близько шістдесяти років і був похований у соборі Святого Патрика в Дубліні. Його брат лорд Шрусбері був убитий у битві при Кастійоні в 1453 році.

### Характер
Річард Телбот, безсумнівно, був людиною великого розуму та сильного характеру: історик О'Фланаган вважав його людиною у всьому такою ж чудовою, як і його брат «великий граф Шрусбері». З іншого боку, він мав серйозні недоліки характеру, будучи зухвалим, сварливим і недипломатичним. Його відмова передати Велику печатку Томасу Чейсу показує, що він був зарозумілим і перешкоджав державним справам на користь егоїстичним інтересам. Його ворожнеча з архієпископом Свейном послабила авторитет Церкви, його сварка з Ормондом, яка, здається, була настільки ж особистою, як і політичною, загальновизнана як головний фактор, який завдав серйозної шкоди англійському правлінню в Ірландії.
Навіть у ту неспокійну епоху, коли випадки нападів і навіть вбивств були досить поширеними, було помітно, що Річард Телбот, попри свою духовну посаду, був готовий застосувати насильство, про що свідчить достовірне звинувачення в 1442 році в тому, що він побив двох високопоставлених членів Таємної Ради Ірландії — Х'ю Банента і Роберта Дайка.
Він мав репутацію екстравагантної людини: його наступник Майкл Трегурі, провівши розслідування, поскаржився в 1451 році, що Річард Телбот знизив дохід архієпархії до рівня нижче 300 фунтів стерлінгів на рік.